# Aleuterna

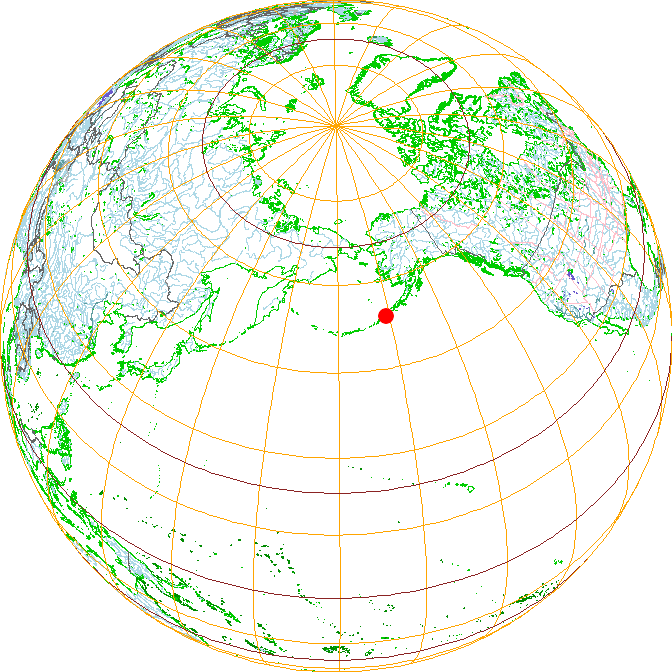
Aleuterna.

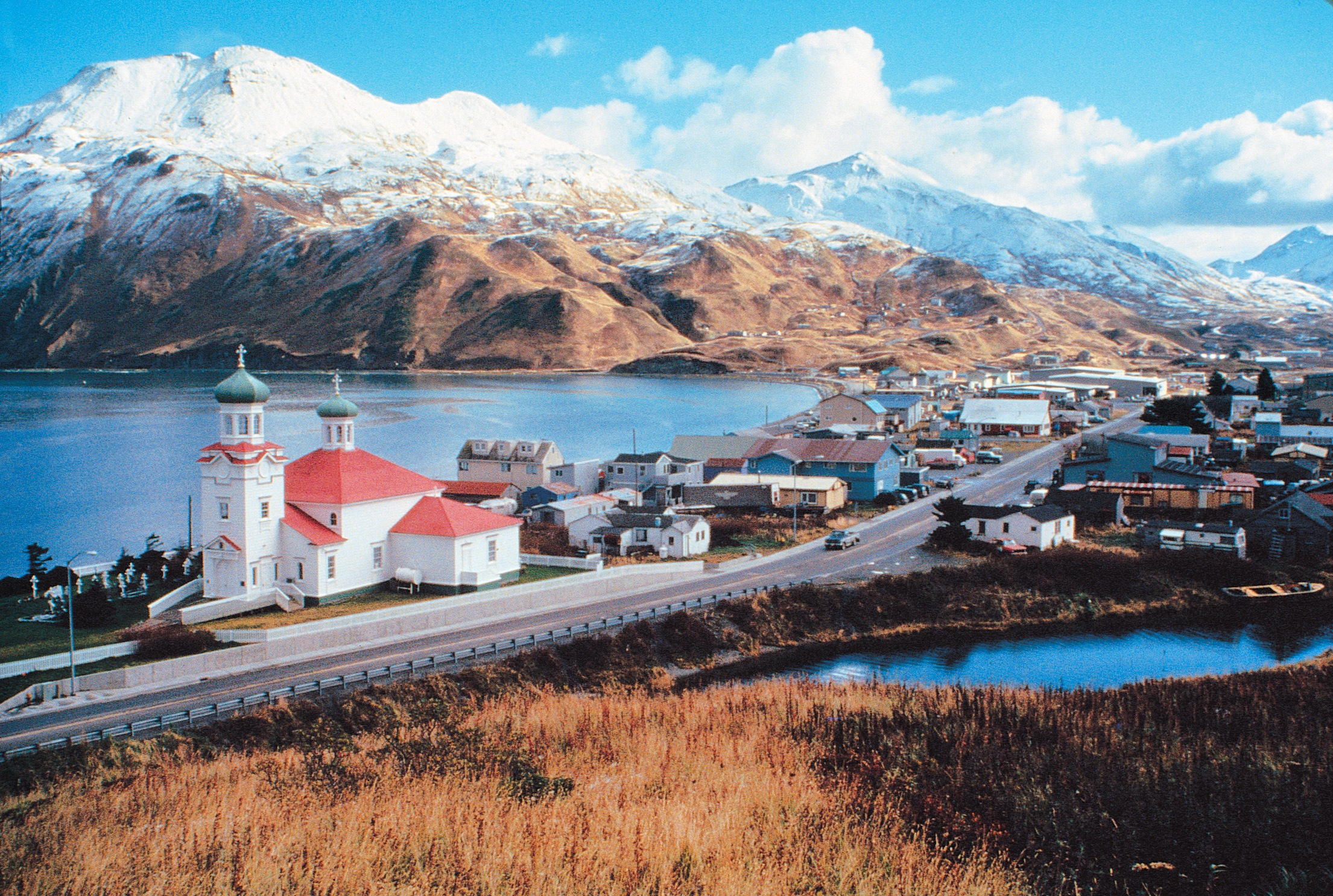
Unalaska i Aleuterna.

Aleuterna, Aleutiska öarna (engelska: Aleutian Islands, ryska: Алеутские островa eller Alieoutskiye ostrova) är en rad av fler än 200 öar som sträcker sig från Alaska i USA mot Kamtjatka i Ryssland. De flesta av dessa öar tillhör delstaten Alaska i USA, men några av dem tillhör Ryssland. Deras position är 51°–54° nordlig bredd, 165°–172° västlig längd. De skiljer Berings hav från Stilla havet. Den totala ytan är 17 666 kvadratkilometer. Antalet invånare var 8 162 år 2000. Av dessa bodde 4 283 då i Unalaska, den största orten. På Attu-ön ligger Kap Wrangel, som är den västligaste punkten i världsdelen Nordamerika.
Öraden omges på båda sidorna av djuphavsgravar, på många platser ned till 3 000 meter, söder om ön Unalaska till 6 986 meter. Öarna delas i fyra grupper, från Alaska: Rävöarna, Andrejanovskyöarna, Råttöarna och Grannöarna (även kända som Near Islands). De största öarna, Unimak, Unalaska och Umnak, hör till Rävöarna. Öarna höjer sig från en lång underhavsbank som når upp till 1 000 meter under havsytan. Från denna reser sig berg upp till som högst 2 729 meter över havsytan (berget Sjisjaldin på Unimak). Aleuterna hör till de mest aktiva vulkanområdena. Klimatet är maritimt, det vill säga kallt och regnigt. På vintern utgör öarna centrum för det så kallade aleutiska lågtrycket. Öarna är nästan ständigt omgivna av dimma. I växtligheten ingår inga träd, men det finns en rik vegetation av gräs och blommande örter. 
De traditionella näringarna på Aleuterna är valjakt, säljakt och fiske. Invånarna kallas vanligen aleuter, ett namn de fått av ryssarna. Själva kallar de sig unungun, aleuteiska för ”människor”. Genetiskt liknar de mest västeskimåer, inuiter. Den första europeiska besökaren i modern tid var Vitus Bering.